# Eerste klasse 1962-63 (voetbal België)
Het seizoen 1962/63 van de Belgische Eerste Klasse ging van start in de zomer van 1962 en eindigde in de lente van 1963. De competitie telde 16 clubs. Standard Club Liégeois werd landskampioen. Het was de derde landstitel voor de club.

## Gepromoveerde teams
Deze teams waren gepromoveerd uit de Tweede Klasse voor de start van het seizoen:
- Berchem Sport (kampioen in Tweede)
- Beeringen FC (tweede in Tweede)

## Degraderende teams
Deze teams degradeerden naar Tweede Klasse op het eind van het seizoen:
- Union Royale Saint-Gilloise
- OC de Charleroi

## Titelstrijd
Standard Luik werd kampioen met 4 punten voorsprong op Antwerp FC.

## Europese strijd
Standard was als landskampioen geplaatst voor de Europacup voor Landskampioenen van het volgend seizoen. Pas volgend seizoen zou de Beker van België opnieuw ingericht worden, zodat er nog geen Belgische club zich plaatste voor de Europese Beker voor Bekerwinnaars van volgend seizoen. ARA La Gantoise en RFC Liégeois zouden volgend seizoen deelnemen aan de Beker der Jaarbeurssteden.

## Degradatiestrijd
OC de Charleroi eindigde afgetekend als laatste op een degradatieplaats. Union Royale Saint-Gilloise kwam één puntje te kort om zich te redden, en diende eveneens te zakken.

## Eindstand
|   |    |                             | P  | W  | G  | V  | +  | -  | DS  | Ptn |
| - | -- | --------------------------- | -- | -- | -- | -- | -- | -- | --- | --- |
| K | 1  | R. Standard Club Liégeois   | 30 | 20 | 4  | 6  | 51 | 21 | 30  | 44  |
|   | 2  | R. Antwerp FC               | 30 | 19 | 2  | 9  | 57 | 44 | 13  | 40  |
|   | 3  | RSC Anderlechtois           | 30 | 15 | 7  | 8  | 54 | 34 | 20  | 37  |
|   | 4  | ARA La Gantoise             | 30 | 15 | 4  | 11 | 55 | 52 | 3   | 34  |
|   | 5  | K. Sint-Truidense VV        | 30 | 11 | 11 | 8  | 41 | 35 | 6   | 33  |
|   | 6  | R. Daring Club de Bruxelles | 30 | 14 | 4  | 12 | 46 | 41 | 5   | 32  |
|   | 7  | RFC Liégeois                | 30 | 14 | 2  | 14 | 41 | 39 | 2   | 30  |
|   | 8  | RFC Brugeois                | 30 | 12 | 6  | 12 | 35 | 39 | -4  | 30  |
|   | 9  | K. Lierse SK                | 30 | 13 | 3  | 14 | 37 | 42 | -5  | 29  |
|   | 10 | KFC Diest                   | 30 | 10 | 6  | 14 | 34 | 42 | -8  | 26  |
|   | 11 | RCS Brugeois                | 30 | 10 | 6  | 14 | 31 | 43 | -12 | 26  |
|   | 12 | R. Beerschot AC             | 30 | 7  | 12 | 11 | 30 | 30 | 0   | 26  |
|   | 13 | K. Beeringen FC             | 30 | 10 | 5  | 15 | 40 | 49 | -9  | 25  |
|   | 14 | R. Berchem Sport            | 30 | 10 | 5  | 15 | 26 | 38 | -12 | 25  |
| D | 15 | Union Royale Saint-Gilloise | 30 | 9  | 6  | 15 | 34 | 46 | -12 | 24  |
| D | 16 | R. OC de Charleroi          | 30 | 6  | 7  | 17 | 28 | 45 | -17 | 19  |

P: wedstrijden gespeeld, W: wedstrijden gewonnen, G: gelijke spelen, V: wedstrijden verloren, +: gescoorde doelpunten, -: doelpunten tegen, DS: doelsaldo, Ptn: totaal punten
K: kampioen, D: degradeert

## Topscorers
Victor Wegria van RFC Liégeois werd voor de 4de keer in zijn carrière topschutter. Hij scoorde 24 keer.
1895/96 · 1896/97 · 1897/98 · 1898/99 · 1899/00 · 1900/01 · 1901/02 · 1902/03 · 1903/04 · 1904/05 · 1905/06 · 1906/07 · 1907/08 · 1908/09 · 1909/10 · 1910/11 · 1911/12 · 1912/13 · 1913/14 · 1914/15 · 1915/16 · 1916/17 · 1917/18 · 1918/19 · 
1919/20 · 1920/21 · 1921/22 · 1922/23 · 1923/24 · 1924/25 · 1925/26 · 1926/27 · 1927/28 · 1928/29 · 1929/30 · 1930/31 · 1931/32 · 1932/33 · 1933/34 · 1934/35 · 1935/36 · 1936/37 · 1937/38 · 1938/39 · 1939/40 · 1940/41 · 1941/42 · 1942/43 · 1943/44 · 1944/45 · 1945/46 · 1946/47 · 1947/48 · 1948/49 · 1949/50 · 1950/51 · 1951/52 · 1952/53 · 1953/54 · 1954/55 · 1955/56 · 1956/57 · 1957/58 · 1958/59 · 1959/60 · 1960/61 · 1961/62 · 1962/63 · 1963/64 · 1964/65 · 1965/66 · 1966/67 · 1967/68 · 1968/69 · 1969/70 · 1970/71 · 1971/72 · 1972/73 · 1973/74 · 1974/75 · 1975/76 · 1976/77 · 1977/78 · 1978/79 · 1979/80 · 1980/81 · 1981/82 · 1982/83 · 1983/84 · 1984/85 · 1985/86 · 1986/87 · 1987/88 · 1988/89 · 1989/90 · 1990/91 · 1991/92 · 1992/93 · 1993/94 · 1994/95 · 1995/96 · 1996/97 · 1997/98 · 1998/99 · 1999/00 · 2000/01 · 2001/02 · 2002/03 · 2003/04 · 2004/05 · 2005/06 · 2006/07 · 2007/08 · 2008/09 · 2009/10 · 2010/11 · 2011/12 · 2012/13 · 2013/14 · 2014/15 · 2015/16 · 2016/17 · 2017/18 · 2018/19 · 2019/20 · 2020/21· 2021/22 · 2022/23 · 2023/24 · 2024/25